# المكيبة (الحديدة)

تعديل مصدري - تعديل

المكيبه هي إحدى قرى مديرية باجل، التابعة لمحافظة الحديدة اليمنية، بلغ تعداد سكانها 1261 نسمة حسب الإحصاء الذي أجري عام 2004.